# Mislowův–Evansův přesmyk
Mislowův–Evansův přesmyk je organická chemická reakce, kterou objevil Kurt Mislow v roce 1966; později ji rozvinul David A. Evans. Spočívá v tvorbě allylových alkoholů z allylsulfoxidů 2,3-sigmatropním přesmykem.

## Přehled
Touto reakcí lze vytvářet určené stereoizomery alkoholů, protože je velmi diastereoselektivní a chiralitu na atomu síry lze přenést na uhlík, který se v produktu nachází vedle kyslíkového atomu.
Sulfoxid 1 lze jednoduše a enantioselektivně vytvořit oxidací příslušného thioetheru.
Při této reakci lze použít mnoho různých funkčních skupin, R1 může být alkyl nebo allyl a R2 alkyl, aryl nebo benzyl.

## Mechanismus
Níže je zobrazen navržený mechanismus:
Allylsulfoxid 1 se působením tepla přesmykuje na sulfenátový ester 2. Následně se působením thiofilu vytvoří allylalkoholový produkt 3.

## Použití
Mislowovy–Evansovy přesmyky se používají na přípravu trans-allylalkoholů.
Douglas Taber použil Mislowův–Evansův přesmyk v rámci syntézy hormonu prostaglandinu E2.